# Philygria minima
Philygria minima är en tvåvingeart som först beskrevs av Canzoneri och Giuseppe Giovanni Antonio Meneghini 1969.  Philygria minima ingår i släktet Philygria och familjen vattenflugor.
Artens utbredningsområde är Kongo. Inga underarter finns listade i Catalogue of Life.